# Istanbul Cup 2021 - Qualificazioni singolare
Le qualificazioni del singolare del Istanbul Cup 2021 sono state un torneo di tennis preliminare per accedere alla fase finale della manifestazione. Le vincitrici dell'ultimo turno sono entrate di diritto nel tabellone principale. In caso di ritiro di una o più giocatrici aventi diritto a questi sono subentrati i Lucky loser, ossia i giocatori che hanno perso nell'ultimo turno ma che avevano una classifica più alta rispetto agli altri partecipanti che avevano comunque perso nel turno finale.

## Teste di serie
1. Océane Dodin (primo turno)
2. Kamilla Rachimova (qualificata)
3. Jaqueline Cristian (secondo turno)
4. Leonie Küng (primo turno)
5. Barbara Haas (ultimo turno)
6. Harmony Tan (ultimo turno)

1. Nuria Párrizas Díaz (qualificata)
2. Cristina Bucșa (qualificata)
3. Lara Arruabarrena (qualificata)
4. Anastasija Gasanova (qualificata)
5. Mariam Bolkvadze (secondo turno)
6. Liang En-shuo (primo turno)

### Qualificate
1. Tereza Mrdeža
2. Kamilla Rachimova
3. Cristina Bucșa

1. Anastasija Gasanova
2. Nuria Párrizas Díaz
3. Lara Arruabarrena

## Tabellone

### Legenda
| - Q = Qualificato - WC = Wild card - LL = Lucky loser | - ALT = Alternate - SE = Special Exempt - PR = Protected Ranking | - w/o = Walkover - r = Ritirato - d = Squalificato |

### Sezione 1
|  | Primo turno | Primo turno               | Primo turno               | Primo turno | Primo turno |  |  | Ultimo turno | Ultimo turno              | Ultimo turno              | Ultimo turno | Ultimo turno |  |
|  |             |                           |                           |             |             |  |  |              |                           |                           |              |              |  |
|  | 1           | Océane Dodin              | 63                        | 6           | 0           |  |  |              |                           |                           |              |              |  |
|  |             | Tereza Mrdeža             | 7                         | 3           | 6           |  |  |              | Tereza Mrdeža             | Tereza Mrdeža             | 6            | 6            |  |
|  |             | Irene Burillo Escorihuela | Irene Burillo Escorihuela | 6           | 6           |  |  |              | Irene Burillo Escorihuela | Irene Burillo Escorihuela | 4            | 2            |  |
|  | 12          | Liang En-shuo             | Liang En-shuo             | 1           | 4           |  |  |              |                           |                           |              |              |  |

### Sezione 2
|  | Primo turno | Primo turno             | Primo turno      | Primo turno | Primo turno |  |  | Ultimo turno | Ultimo turno      | Ultimo turno      | Ultimo turno | Ultimo turno |  |
|  |             |                         |                  |             |             |  |  |              |                   |                   |              |              |  |
|  | 2           | Kamilla Rachimova       | 6                | 1           | 6           |  |  |              |                   |                   |              |              |  |
|  |             | Tessah Andrianjafitrimo | 2                | 6           | 1           |  |  | 2            | Kamilla Rachimova | Kamilla Rachimova | 6            | 6            |  |
|  | Alt         | Julija Hatouka          | Julija Hatouka   | 4           | 4           |  |  | 11           | Mariam Bolkvadze  | Mariam Bolkvadze  | 4            | 3            |  |
|  | 11          | Mariam Bolkvadze        | Mariam Bolkvadze | 6           | 6           |  |  |              |                   |                   |              |              |  |

### Sezione 3
|  | Primo turno | Primo turno        | Primo turno        | Primo turno | Primo turno |  |  | Ultimo turno | Ultimo turno       | Ultimo turno       | Ultimo turno | Ultimo turno |  |
|  |             |                    |                    |             |             |  |  |              |                    |                    |              |              |  |
|  | 3           | Jaqueline Cristian | Jaqueline Cristian | 6           | 6           |  |  |              |                    |                    |              |              |  |
|  |             | Pemra Özgen        | Pemra Özgen        | 4           | 3           |  |  | 3            | Jaqueline Cristian | Jaqueline Cristian | 1            | 3            |  |
|  |             | Dalila Jakupovič   | Dalila Jakupovič   | 1           | 2           |  |  | 8            | Cristina Bucșa     | Cristina Bucșa     | 6            | 6            |  |
|  | 8           | Cristina Bucșa     | Cristina Bucșa     | 6           | 6           |  |  |              |                    |                    |              |              |  |

### Sezione 4
|  | Primo turno | Primo turno         | Primo turno         | Primo turno | Primo turno |  |  | Ultimo turno | Ultimo turno        | Ultimo turno | Ultimo turno | Ultimo turno |  |
|  |             |                     |                     |             |             |  |  |              |                     |              |              |              |  |
|  | 4           | Leonie Küng         | 3                   | 6           | 3           |  |  |              |                     |              |              |              |  |
|  | WC          | Nikola Bartůňková   | 6                   | 4           | 6           |  |  | WC           | Nikola Bartůňková   | 4            | 7            | 3            |  |
|  | Alt         | Irina Fetecău       | Irina Fetecău       | 2           | 3           |  |  | 10           | Anastasija Gasanova | 6            | 5            | 6            |  |
|  | 10          | Anastasija Gasanova | Anastasija Gasanova | 6           | 6           |  |  |              |                     |              |              |              |  |

### Sezione 5
|  | Primo turno | Primo turno         | Primo turno         | Primo turno | Primo turno |  |  | Ultimo turno | Ultimo turno        | Ultimo turno | Ultimo turno | Ultimo turno |  |
|  |             |                     |                     |             |             |  |  |              |                     |              |              |              |  |
|  | 5           | Barbara Haas        | Barbara Haas        | 6           | 7           |  |  |              |                     |              |              |              |  |
|  | WC          | Zeynep Sönmez       | Zeynep Sönmez       | 3           | 5           |  |  | 5            | Barbara Haas        | 6            | 1            | 0            |  |
|  | WC          | İpek Öz             | İpek Öz             | 3           | 4           |  |  | 7            | Nuria Párrizas Díaz | 2            | 6            | 6            |  |
|  | 7           | Nuria Párrizas Díaz | Nuria Párrizas Díaz | 6           | 6           |  |  |              |                     |              |              |              |  |

### Sezione 6
|  | Primo turno | Primo turno       | Primo turno       | Primo turno | Primo turno |  |  | Ultimo turno | Ultimo turno      | Ultimo turno      | Ultimo turno | Ultimo turno |  |
|  |             |                   |                   |             |             |  |  |              |                   |                   |              |              |  |
|  | 6           | Harmony Tan       | 6(1)              | 6           | 6           |  |  |              |                   |                   |              |              |  |
|  |             | Dalma Gálfi       | 7                 | 3           | 1           |  |  | 6            | Harmony Tan       | Harmony Tan       | 3            | 3            |  |
|  | WC          | Berfu Cengiz      | Berfu Cengiz      | 5           | 3           |  |  | 9            | Lara Arruabarrena | Lara Arruabarrena | 6            | 6            |  |
|  | 9           | Lara Arruabarrena | Lara Arruabarrena | 7           | 6           |  |  |              |                   |                   |              |              |  |